# Ehrenhausen an der Weinstraße
Ehrenhausen an der Weinstraße ist eine Marktgemeinde mit 2408 Einwohnern (Stand 1. Jänner 2024) im Bezirk Leibnitz in der Steiermark in Österreich.

## Geografie

### Gemeindegliederung
Das Gemeindegebiet gliedert sich in acht Ortschaften (Einwohner Stand 1. Jänner 2024):
- Ehrenhausen (1077)
- Ewitsch (391)
- Ottenberg (103)
- Ratsch an der Weinstraße (324)
- Retznei (289)
- Unterlupitscheni (23)
- Wielitsch (187)
- Zieregg (14)

Die Gemeinde besteht aus sieben Katastralgemeinden (Fläche Stand 31. Dezember 2023):
- Ehrenhausen (303,74 ha)
- Ewitsch (222,58 ha)
- Ottenberg (277,8 ha)
- Ratsch (548,69 ha)
- Retznei (156,17 ha)
- Unterlupitscheni (177,28 ha)
- Wielitsch (339,18 ha)

### Eingemeindungen
Die Gemeinde Ehrenhausen an der Weinstraße entstand im Rahmen der Gemeindestrukturreform in der Steiermark aus den mit Ende 2014 aufgelösten Gemeinden Ehrenhausen, Berghausen, Ratsch an der Weinstraße und Retznei.

### Nachbargemeinden
|         | Wagna                                       |                     |
| Gamlitz | Kompassrose, die auf Nachbargemeinden zeigt | Straß in Steiermark |
|         | Kungota ( Slowenien)                        |                     |

## Geschichte
Die Burg Ehrenhausen wurde bereits 1240 urkundlich erwähnt. Im Jahr 1363 gelangte sie in den Besitz der Habsburger, ehe sie 1543 von Christof von Eggenberg erworben wurde. Dieser ließ sie von italienischen Baumeistern im Renaissancestil umbauen. Seine endgültige Form erhielt das Schloss im 18. Jahrhundert. Seit 1982 ist es im Besitz der Familie Csicsaky.

### Einwohnerentwicklung
| Ehrenhausen an der Weinstraße: Einwohnerzahlen von 1869 bis 2024 | Ehrenhausen an der Weinstraße: Einwohnerzahlen von 1869 bis 2024 | Ehrenhausen an der Weinstraße: Einwohnerzahlen von 1869 bis 2024 | Ehrenhausen an der Weinstraße: Einwohnerzahlen von 1869 bis 2024 | Ehrenhausen an der Weinstraße: Einwohnerzahlen von 1869 bis 2024 |
| ---------------------------------------------------------------- | ---------------------------------------------------------------- | ---------------------------------------------------------------- | ---------------------------------------------------------------- | ---------------------------------------------------------------- |
| Jahr                                                             |                                                                  |                                                                  |                                                                  | Einwohner                                                        |
| 1869                                                             | 1869                                                             |                                                                  | 2.093                                                            | 2.093                                                            |
| 1880                                                             | 1880                                                             |                                                                  | 2.139                                                            | 2.139                                                            |
| 1890                                                             | 1890                                                             |                                                                  | 2.190                                                            | 2.190                                                            |
| 1900                                                             | 1900                                                             |                                                                  | 2.217                                                            | 2.217                                                            |
| 1910                                                             | 1910                                                             |                                                                  | 2.470                                                            | 2.470                                                            |
| 1923                                                             | 1923                                                             |                                                                  | 2.401                                                            | 2.401                                                            |
| 1934                                                             | 1934                                                             |                                                                  | 2.527                                                            | 2.527                                                            |
| 1939                                                             | 1939                                                             |                                                                  | 2.483                                                            | 2.483                                                            |
| 1951                                                             | 1951                                                             |                                                                  | 2.786                                                            | 2.786                                                            |
| 1961                                                             | 1961                                                             |                                                                  | 2.563                                                            | 2.563                                                            |
| 1971                                                             | 1971                                                             |                                                                  | 2.655                                                            | 2.655                                                            |
| 1981                                                             | 1981                                                             |                                                                  | 2.621                                                            | 2.621                                                            |
| 1991                                                             | 1991                                                             |                                                                  | 2.612                                                            | 2.612                                                            |
| 2001                                                             | 2001                                                             |                                                                  | 2.516                                                            | 2.516                                                            |
| 2011                                                             | 2011                                                             |                                                                  | 2.571                                                            | 2.571                                                            |
| 2021                                                             | 2021                                                             |                                                                  | 2.476                                                            | 2.476                                                            |
| 2024                                                             | 2024                                                             |                                                                  | 2.408                                                            | 2.408                                                            |
| Quelle(n): Statistik Austria, Gebietsstand 1.1.2021              |                                                                  |                                                                  |                                                                  |                                                                  |

## Kultur und Sehenswürdigkeiten

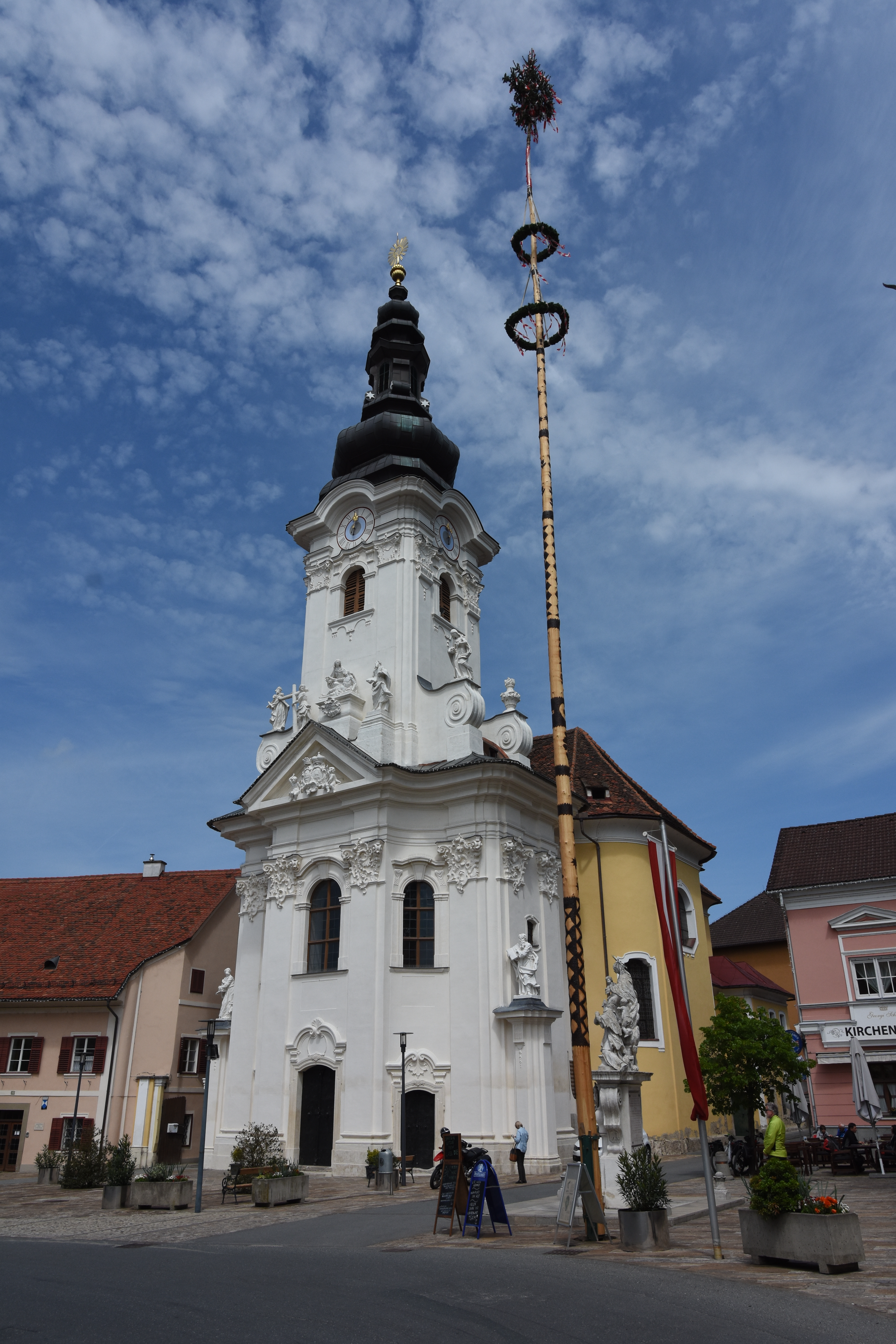
Pfarr- und Wallfahrtskirche Ehrenhausen

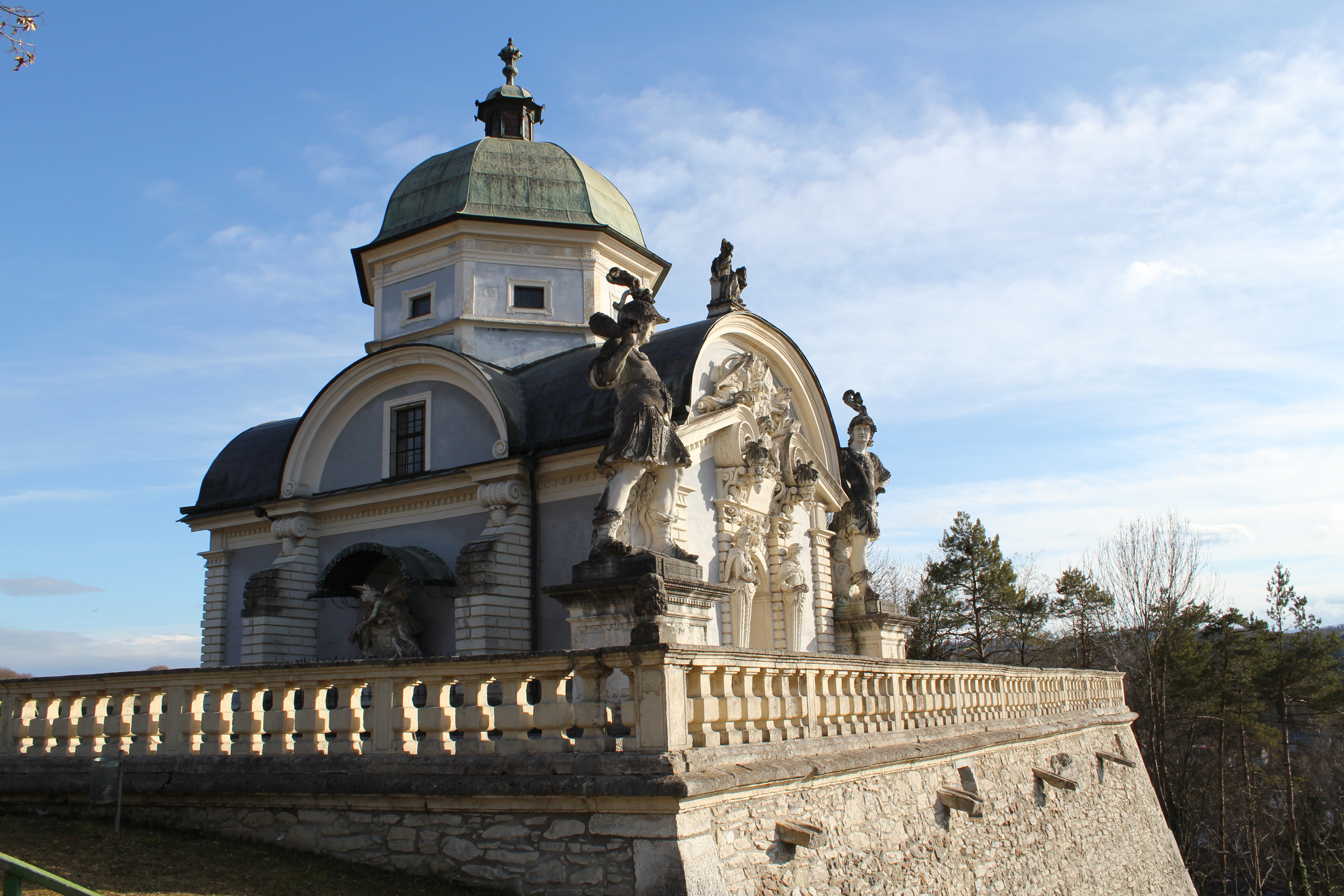
Mausoleum des Ruprecht von Eggenberg in Ehrenhausen
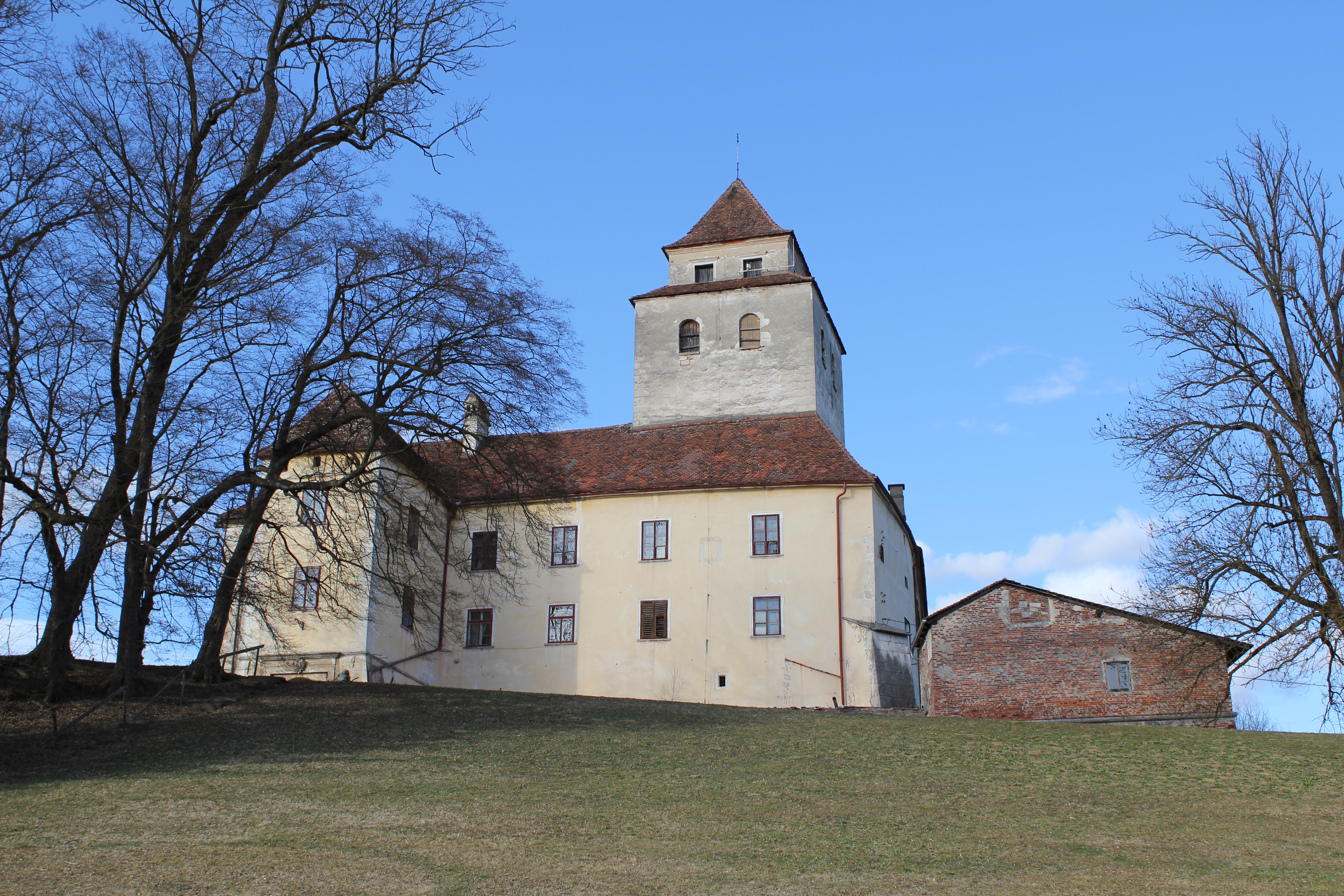
Schloss Ehrenhausen
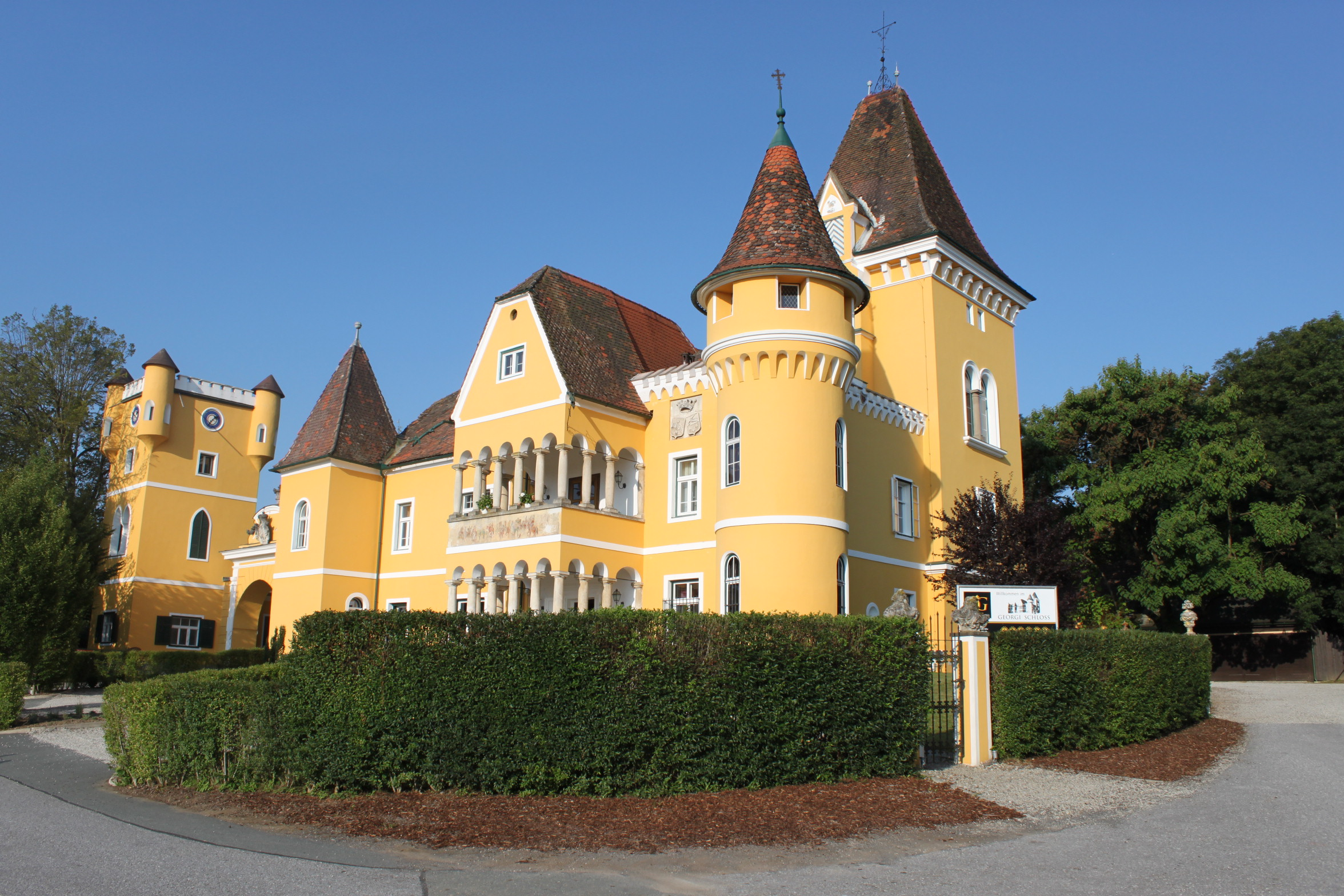
Georgischlössl in Ehrenhausen
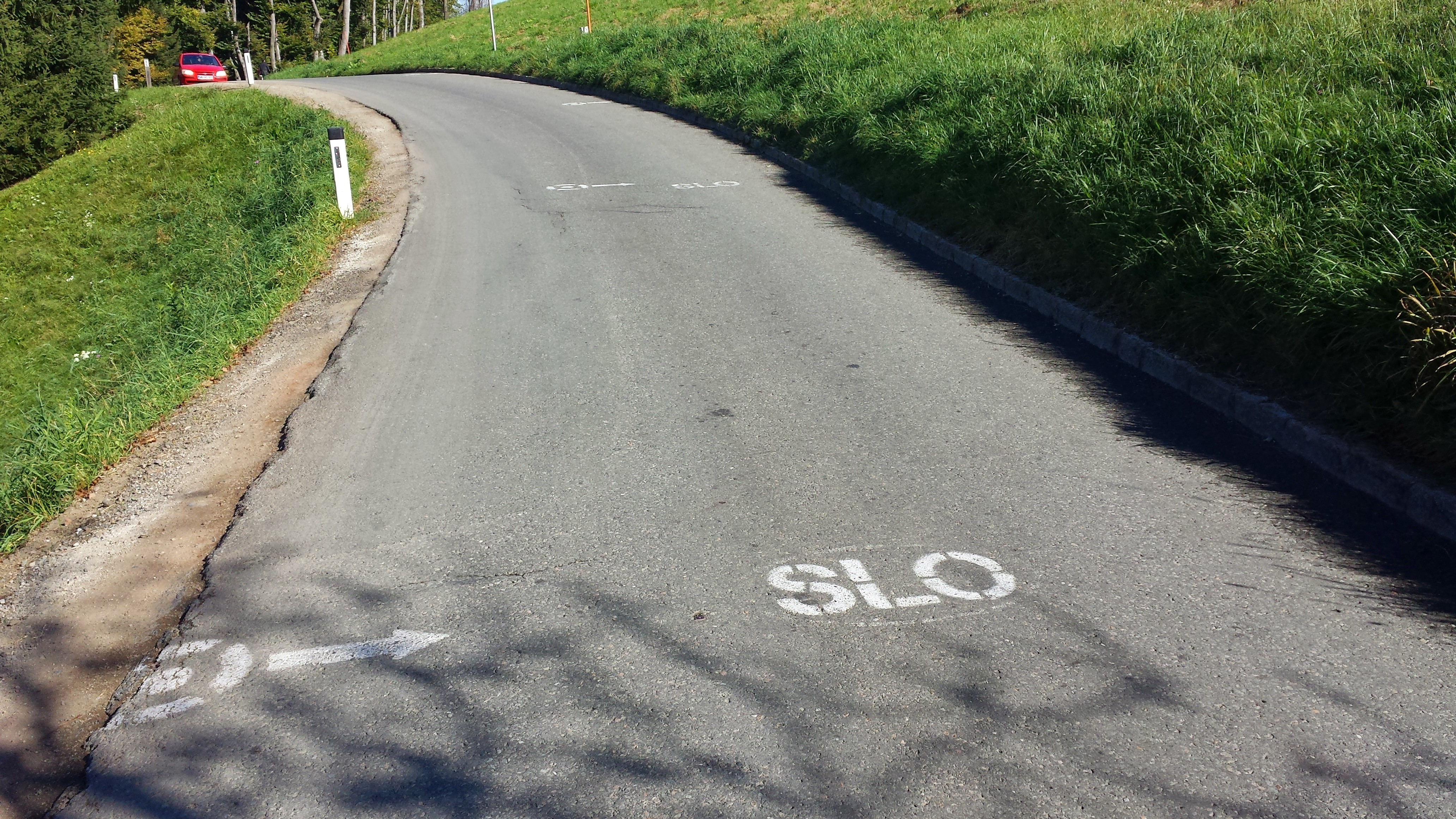
Grenzland-Weinstraße mit Grenzverlauf in der Straßenmitte

## Wirtschaft und Infrastruktur

### Wirtschaftssektoren
Die größten Arbeitgeber im Jahr 2011 waren die Warenherstellung (130 Erwerbstätige), Landwirtschaft (89), Beherbergung und Gastronomie (78) soziale und öffentliche Dienste (76), Handel (74) und die Bauwirtschaft (53).
| Wirtschaftssektor         | Anzahl Betriebe | Anzahl Betriebe | Anzahl Betriebe | Erwerbstätige | Erwerbstätige | Erwerbstätige |
| Wirtschaftssektor         | 2021            | 2011            | 2001            | 2021          | 2011          | 2001          |
| ------------------------- | --------------- | --------------- | --------------- | ------------- | ------------- | ------------- |
| Land- und Forstwirtschaft | 54              | -               | -               | 189           | 089           | 096           |
| Produktion                | 30              | 024             | 21              | 202           | 192           | 330           |
| Dienstleistung            | 158             | 125             | 80              | 532           | 276           | 253           |

### Fremdenverkehr
Die Gemeinde bildet gemeinsam mit Arnfels, Leutschach an der Weinstraße, Oberhaag und Straß in Steiermark den Tourismusverband „Die südsteirische Weinstraße“ mit Sitz in Leutschach an der Weinstraße.
Ehrenhausen ist Etappenort für Wanderer am Südalpenweg, einem österreichischen Weitwanderweg.

## Politik

### Gemeinderat
Der Gemeinderat besteht aus 15 Mitgliedern. Nach dem Ergebnis der Gemeinderatswahl 2020 setzt sich dieser wie folgt zusammen:
- 8 Mandate ÖVP
- 4 Mandate SPÖ
- 3 Mandate Bürgerliste Ehrenhausen

| Partei                  | 2020                          | 2020                          | 2020                          | 2015                          | 2015                          | 2015                          | 2010             | 2010             | 2010             | 2010             | 2010             | 2010             | 2010             | 2010             | 2010             | 2010             | 2010             | 2010             |
| Partei                  | Ehrenhausen an der Weinstraße | Ehrenhausen an der Weinstraße | Ehrenhausen an der Weinstraße | Ehrenhausen an der Weinstraße | Ehrenhausen an der Weinstraße | Ehrenhausen an der Weinstraße | Ehrenhausen      | Ehrenhausen      | Ehrenhausen      | Berghausen       | Berghausen       | Berghausen       | Ratsch           | Ratsch           | Ratsch           | Retznei          | Retznei          | Retznei          |
| Partei                  | Stimmen                       | %                             | Mandate                       | St.                           | %                             | M.                            | St.              | %                | M.               | St.              | %                | M.               | St.              | %                | M.               | St.              | %                | M.               |
| ----------------------- | ----------------------------- | ----------------------------- | ----------------------------- | ----------------------------- | ----------------------------- | ----------------------------- | ---------------- | ---------------- | ---------------- | ---------------- | ---------------- | ---------------- | ---------------- | ---------------- | ---------------- | ---------------- | ---------------- | ---------------- |
| ÖVP                     | 732                           | 50                            | 8                             | 905                           | 54                            | 8                             | 545              | 73               | 11               | 301              | 68               | 6                | 219              | 70               | 7                | 091              | 32               | 3                |
| SPÖ                     | 378                           | 26                            | 4                             | 616                           | 37                            | 6                             | 185              | 25               | 04               | 140              | 32               | 3                | 092              | 30               | 2                | 185              | 64               | 6                |
| FPÖ                     | 049                           | 03                            | 0                             | 119                           | 07                            | 1                             | 014              | 02               | 0                | nicht kandidiert | nicht kandidiert | nicht kandidiert | nicht kandidiert | nicht kandidiert | nicht kandidiert | 011              | 04               | 0                |
| Die Grünen              | 047                           | 03                            | 0                             | 044                           | 03                            | 0                             | nicht kandidiert | nicht kandidiert | nicht kandidiert | nicht kandidiert | nicht kandidiert | nicht kandidiert | nicht kandidiert | nicht kandidiert | nicht kandidiert | nicht kandidiert | nicht kandidiert | nicht kandidiert |
| Bürgerliste Ehrenhausen | 261                           | 18                            | 3                             | nicht kandidiert              | nicht kandidiert              | nicht kandidiert              | nicht kandidiert | nicht kandidiert | nicht kandidiert |                  |                  |                  |                  |                  |                  |                  |                  |                  |
| Wahlberechtigte         | 2.130                         | 2.130                         | 2.130                         | 2.158                         | 2.158                         | 2.158                         | 880              | 880              | 880              | 549              | 549              | 549              | 348              | 348              | 348              | 347              | 347              | 347              |
| Wahlbeteiligung         | 69 %                          | 69 %                          | 69 %                          | 79 %                          | 79 %                          | 79 %                          | 86 %             | 86 %             | 86 %             | 82 %             | 82 %             | 82 %             | 93 %             | 93 %             | 93 %             | 84 %             | 84 %             | 84 %             |

### Bürgermeister
- bis 2022 Martin Wratschko (ÖVP), bis Ende 2014 Bürgermeister der ehemaligen Gemeinde Ehrenhausen.
- seit 2022 Johannes Zweytick (ÖVP)

### Wappen

Wappen der Vorgängergemeinden
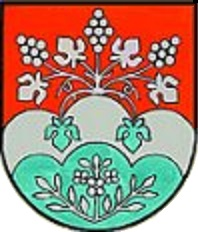
Berghausen
Ehrenhausen
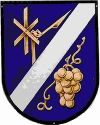
Ratsch an der Weinstraße
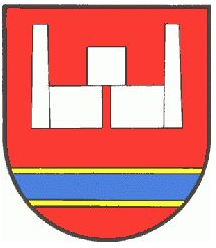
Retznei

Mit Wirkung vom 15. Oktober 2024 wurde das Recht zur Führung eines Gemeindewappens mit folgender Beschreibung verliehen: „Von Rot und Silber im Dreibergschnitt geteilt, oben aus dem mittleren Berg in Form eines Lebensbaumes wachsend eine goldene Weinrebe von drei Trauben und vier Blättern, unten ein nach links auffliegender schwarzer Rabe.“
Das historische Wappentier der Adelsfamilie Eggenberg ziert auch das neue Wappen der Marktgemeinde.